# Peter Carl Geissler
Peter Carl Geissler (auch Geißler; * 2. Januar 1802 in Leipzig; † 27. Februar 1872 in Nürnberg) war ein deutscher Aquarell-Maler, Kupferstecher und Verleger.

## Leben
Peter Carl Geissler war einer der Söhne des Kupferstechers Christian Gottfried Heinrich Geißler. Er war Schüler von Albert Christoph Reindel (1784–1853) an der Kunstschule in Nürnberg. Dort gründete er 1830 eine Verlagsbuchhandlung und Illuminiranstalt. Geißlers Sohn Rudolf, Schreibweise auch Rudolph (1834–1906), wurde ebenfalls Maler, Zeichner und Illustrator in Nürnberg.

## Werke

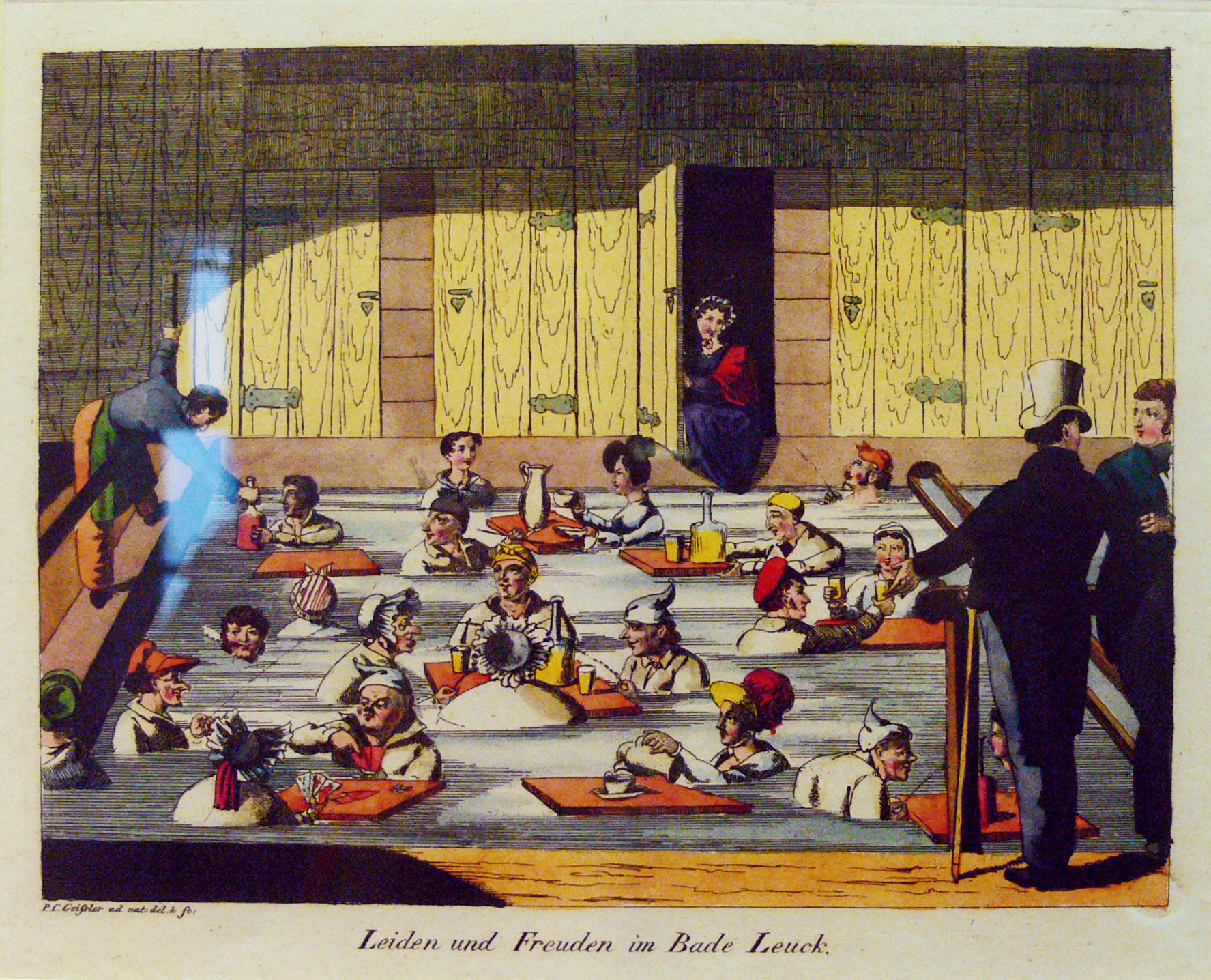
„Leiden und Freuden im Bade Leuck“,
gezeichnet und gestochen von Geißler, um 1872

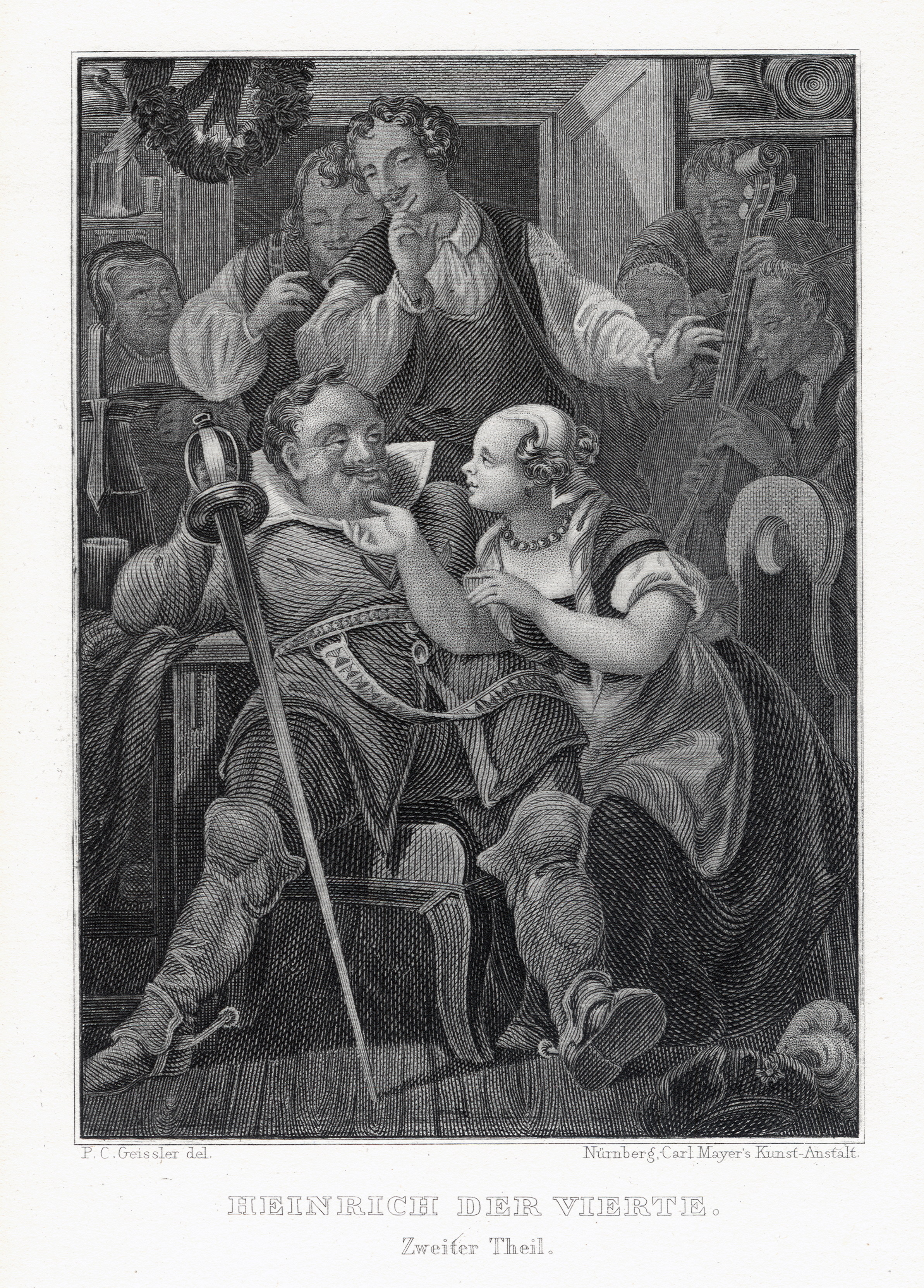
Heinrich der Vierte. Zweiter Teil.
Stahlstich von Carl Mayer nach Geissler, um 1850

- Geissler lieferte insbesondere Zeichnungen für Buchtitel und Taschenbücher, aber auch zu Werken von Goethe, Schiller, Zschokke u. a.[3]
- Geisslers Zeichnungen für eine Bilderbibel für die Jugend stach der Gründer einer graphischen Kunstanstalt in Nürnberg, Carl Mayer.[3]
- „Um 1830“ datiert eine „Ansicht von Meißen mit Treidlern“ als aquarellierter Kupferstich mit einer Abbildung der Albrechtsburg, die im Besitz der Sächsischen Landesbibliothek – Staats- und Universitätsbibliothek Dresden ist und nach einem Foto durch die Deutsche Fotothek bei Europeana gezeigt wird.[4]
- Für das 1838 erschienene Buch von Johann Heinrich Voss, Luise, schuf Geissler und Gustav Schlick Vorlagen, die von den englischen Künstler Thomas Phillebrown, Fernel und J. A. Wright in Stahl gestochen wurden.[5]
- Um 1840: Radierung von Neustadt an der Aisch[6]
- „Um 1843“ datierte ein handschriftlicher, 4-seitiger „Vertrag in Bezug zum Carl Mayer Verlag und dessen Herausgeber Lotzbeck“, der bei ebay versteigert wurde.[7]
- Peter Carl Geissler schuf Exlibris.[1]